# Xiamen
Xiamen (kineski: 福州市; doslovno: „Vrata vile”) ili Amoy (hokkien izgovor, pr. zn. „Otok čaplji”) je drugi najveći grad kineske pokrajine Fujian, na jugoistoku Kine. Grad se nalazi na istoimenom otoku i dijelovima obližnje obale Tajvanskog tjesnaca. Prema procjeni iz 2010. u gradu je živjelo 3.531.347 stanovnika, no po popisu iz 2018., taj broj je 4.110.000 stanovnika u širem dijelu grada. Ovo područje je povezano s gradovima Quanzhou na sjeveru i Zhangzhou na zapadu, te s njima čini metropolijsko područje od preko 5 milijuna stanovnika. Kinmen otočje kojim upravlja Tajvan udaljeno je od grada manje od 2 km.
Xiamen je poznat po blagoj umjerenoj klimi, izvornoj Hokkien kulturi i otoku Kulangsu koji je UNESCO-ova svjetska baština, ali i po relativno niskom zagađenju. God. 2006. Xiamen je proglašen za 2. najugodniji grad za život u Kini. U gradu se govori amojski jezik („Xiamen jezik”) koji je dijalekt južnog Min kineskog jezika.

## Zemljopisne odlike
Otok Xiamen zauzima površinu od 132,5 km² i četvrti je najveći otok u pokrajini Fujian; obala otoka je duga oko 234 km.
Zaljev Xiamen nalazi se na jugoistočnoj obali Kine, tkj. jugoistočnom dijelu provincije Fujian i rijeke Jiulong, a okružuju ga ravnice Zhangzhoua i Quanzhoua, te Tajvanski tjesnac s jugoistoka. Vjetrovi su slabi i zaljev je prirodna luka s povoljnim uvjetima, te je važna luka za vanjsku trgovinu na jugoistočnoj obali Kine. 
Xiamen je poznat po blagoj suptropskoj klimi s prosječnom godišnjom temperaturom od oko 21° C. Siječanj je najhladniji mjesec s prosjekom od 12,8 ° C, a najtopliji mjesec je srpanj s prosjekom od 27,8° C, te s maksimalnim temperaturama iznad 39° C. Xiamen ima godišnju količinu oborina od 1350 mm, s prosječnom vlagom od 24% u ožujku i 56% u srpnju. Sunce sja u Xiamenu u prosjeku 326 dana godišnje, što gradu daje oko 1853 sunčanih sati godišnje.

## Povijest
Područje Xiamena je bilo izvan utjecaja dinastija Qin i Han jer su njihovi putovi dosezali samo zapadno od Fujiana i duž kanala Lingqu. No, pod državom Jin (264. – 420.) nastala je upravna jedinica, županija Tong'an, 282. godine. Ubrzo nakon toga gubi svoj status i neće biti obnovljena do 933. godine za vrijeme dinastije T'ang. Nastanak grada Xiamena temelji se na luci koju je na jugozapadnoj obali otoka Xiamen, sada dio distrikta Siming („Sjećanje na Ming”), otvorila dinastija Song. Luci nije bilo službeno dopušteno trgovati s drugim zemljama jer je susjedna luka u Quanzhou zadržavala monopol. Godine 1313. franjevci su započeli svoju misiju u Xiamenu. 
Godine 1387. japanski i kineski pirati (Wakō) su napali luku, zbog čega je dinastija Ming sagradila tvrđavu koja je Xiamenu dala ime. Grad prvi put posjećuju Portugalci 1541. godine. Nakon pada Minga i uspostave mandžurijske dinastije Qing, pristaše južnog Minga, pod vodstvom piratskog generala Koxinga, koristite Xiamen kao bazu za uznemiravanje Qing Kine između 1650. i 1660. god. Godine 1656. Koxinga je potjerao Nizozemce s Tajvana i preselio je svoj operativni centar na ovaj otok. No, njegovu bazu u Xiamenu je zajedno napala Qing vojska i Nizozemci 1663. godine. Časna Istočnoindijska kompanija intenzivno započinje koristiti luku Xiamena i ona gradi tvornicu 1678. god. God. 1680. Xiamen stječe status pod-prefekture, ali porezi i druga ograničenja potiču Britance da presele svoje poslovanje u Guangzhou i Fuzhou sljedeće godine. Trgovina se nastavlja 1685. godine pod kantonskim sustavom. U 19. stoljeću, Xiamen je imao zidine duge 14 km i postao je glavna izvozna luka za čaj. 
Prema Ugovoru iz Nanjinga (1842.), po kraju prvog opijumskog rata, Xiamen je postao jedna od najvažnijih otvorenih luka za trgovinu s Velikom Britanijom. 1870-ih godina stanovništvo se procjenjuje na 250.000 stanovnika, no ako se dodaju stanovnici 140 sela rasutih na otoku ukupan broj stanovnika bio je oko 400.000 stanovnika. Europljani su bili koncentrirani na otoku Kulangsu (Gulangyu) ispred otoka Xiamena i grade zgrade u kolonijalnom stilu koji je danas popularno turističko odredište.
Početkom 20. st., osnivanjem plantaža čaja u Indiji Britanci dovode gospodarstvo Xiamena do kolapsa. Mnogi ljudi su se u to vrijeme odselili u jugoistočnu Aziju i Tajvan, šireći svoj dijalekt i hokkijansku kulturu u regiji i inozemstvu. Oko 350.000 prekomorskih Kineza je podrijetlom iz Xiamena. Dio te dijaspore se vratio i doprinijeli su financiranju sveučilišta i kulturnih institucija u Xiamenu
U vrijeme Kineske revolucije 1911., koja je svrgnula cara dinastije Qing i dovela do stvaranja Republike Kine, stanovništvo Xiamena procijenjeno je na 300.000, a stranih stanovnika na 280. Xiamen je uklopljen u novi upravni okrug nazvan županija Siming. Trgovina je u to vrijeme uglavnom bila s otokom Tajvanom, jer ga je okupirao Japan tijekom invazije na Kinu 1895. god. Japan zauzima Xiamen u svibnju 1938. Grad je oslobođen u rujnu 1945. i poraz Japana označava kraj Drugog svjetskog rata. Uslijedio je Kineski građanski rat u kojemu se sukobljavaju Kuomintang i Komunisti, što završava s pobjedom Komunističke. Narodno-oslobodilačka armija Kine ulazi u Xiamen u listopadu 1949. godine, ali ne uspijeva da zauzme otok Jinmen koji se nalazi samo nekoliko kilometara od Xiamena, unatoč pokušaju iskrcavanje nekoliko pukovnija.
Xiamen je dva puta preživio krizu hladnog rata u godinama koje su uslijedile. Tijekom prve krize (1954. – 1955.) i druge krize Tajvanskog tjesnaca (1958.) komunističke trupe bombardirale su artiljerijske dijelove Xiamena na otocima u vlasništvu Republike Kine smještene nedaleko od grada. Nacionalisti su odgovorili bombardiranjem otoka Xiamena. Kako bi ojačali veze između kontinenta i otoka u tom razdoblju, kineski čelnici su 1955. izgradili prijelaz Gaoji od 2,2 km, koji pretvara otok u poluotok sve do 1991. god. Napetosti s Tajvanom su se nastavile 1960-ih i 1970-ih.
Kada je kineski vođa Deng Xiaoping odlučio sprovesti svoju ekonomsku reformu 1978. godine, Xiamen je postao jedna od četiri „Posebna ekonomska zone Kine”, odabrane za privlačenje stranih investitora, osobito Kineza iz dijaspore, zahvaljujući povoljnim poreznim uvjetima. Ovaj status omogućuje gradu razvoj i bogaćenje, te Xiamen dobiva status pod-pokrajinskog grada u travnju 1988. god. Godine 2001. sporazum "tri male veze" postiže normaliziranje odnosa s Tajvanom i omogućuje vraćanje trajektnih linija između Xiamena i otoka koje drže nacionalisti. God. 2010. godišnji promet putnika između Xiamena i obližnjeg Jinmena dosegao je 1,31 milijuna putnika.
Godine 1999. u Xianmenu je izbio najveći korupcijski skandal u kineskoj povijesti. 200 državnih dužnosnika bilo je uključeno u pronevjeru. Naime, biznismen Lai Changxing, koji je bio pobjegao u Kanadu a potom izručen Kini, iskoristio je gradska sredstva za financiranje gradske nogometne reprezentacije, filmskih studija, te ogromnih projekata za nekretnine i divovske bordele.

## Znamenitosti
Glavno odredište Xiamen, otok Kulangsu koji je upisan na UNESCO-ov popis mjesta svjetske baštine u Aziji nalazi samo nekoliko stotina metara od središta grada. Otok je bez automobila i s njega se pruža pogled na sveučilišni grad Jimei i Tajvansko otočje Kinmen.
- Knjižnica hrama Nanputuo
- Ulica Zhongshan
- Pogled na sveučilište Xiamen
- Poslovno središte Xiamena

## Uprava
Administrativne podjele Xiamena su se često mijenjale tijekom povijesti, a danas je pod-pokrajinski grad podijeljen na 6 distrikta (区 qu) od kojih su dva na samom otoku Xiamenu, a ostala 4 su na kopnu:
| Zemljovid                                  | Zemljovid                                  | Zemljovid                                  | Zemljovid                                  | Zemljovid                                  | Zemljovid                                  | Ime      | Hanzi  | Pinyin      | Populacija (2010.) | Površina (km²) | Gustoća (st./km²) |
| ------------------------------------------ | ------------------------------------------ | ------------------------------------------ | ------------------------------------------ | ------------------------------------------ | ------------------------------------------ | -------- | ------ | ----------- | ------------------ | -------------- | ----------------- |
| Huli Siming Haicang Jimei Tong'an Xiang'an | Huli Siming Haicang Jimei Tong'an Xiang'an | Huli Siming Haicang Jimei Tong'an Xiang'an | Huli Siming Haicang Jimei Tong'an Xiang'an | Huli Siming Haicang Jimei Tong'an Xiang'an | Huli Siming Haicang Jimei Tong'an Xiang'an | Huli     | 晋安区 | Húlǐ Qū     | 931.291            | 73,77          | 14.782            |
| Huli Siming Haicang Jimei Tong'an Xiang'an | Huli Siming Haicang Jimei Tong'an Xiang'an | Huli Siming Haicang Jimei Tong'an Xiang'an | Huli Siming Haicang Jimei Tong'an Xiang'an | Huli Siming Haicang Jimei Tong'an Xiang'an | Huli Siming Haicang Jimei Tong'an Xiang'an | Siming   | 思明区 | Sīmíng Qū   | 929.998            | 83,99          | 12.740            |
| Huli Siming Haicang Jimei Tong'an Xiang'an | Huli Siming Haicang Jimei Tong'an Xiang'an | Huli Siming Haicang Jimei Tong'an Xiang'an | Huli Siming Haicang Jimei Tong'an Xiang'an | Huli Siming Haicang Jimei Tong'an Xiang'an | Huli Siming Haicang Jimei Tong'an Xiang'an | Haicang  | 海沧区 | Hǎicāng Qū  | 288.739            | 186,46         | 1.863             |
| Huli Siming Haicang Jimei Tong'an Xiang'an | Huli Siming Haicang Jimei Tong'an Xiang'an | Huli Siming Haicang Jimei Tong'an Xiang'an | Huli Siming Haicang Jimei Tong'an Xiang'an | Huli Siming Haicang Jimei Tong'an Xiang'an | Huli Siming Haicang Jimei Tong'an Xiang'an | Jimei    | 集美区 | Jíměi Qū    | 580.857            | 274,29         | 2.105             |
| Huli Siming Haicang Jimei Tong'an Xiang'an | Huli Siming Haicang Jimei Tong'an Xiang'an | Huli Siming Haicang Jimei Tong'an Xiang'an | Huli Siming Haicang Jimei Tong'an Xiang'an | Huli Siming Haicang Jimei Tong'an Xiang'an | Huli Siming Haicang Jimei Tong'an Xiang'an | Tong'an  | 同安区 | Tóng'ān Qū  | 496.129            | 669,36         | 754               |
| Huli Siming Haicang Jimei Tong'an Xiang'an | Huli Siming Haicang Jimei Tong'an Xiang'an | Huli Siming Haicang Jimei Tong'an Xiang'an | Huli Siming Haicang Jimei Tong'an Xiang'an | Huli Siming Haicang Jimei Tong'an Xiang'an | Huli Siming Haicang Jimei Tong'an Xiang'an | Xiang'an | 翔安区 | Xiáng'ān Qū | 304.333            | 411,50         | 865               |

## Stanovništvo
Prema procjeni u gradu Xiamenu je 2009. živjelo 623.300 stanovnika, no već prema popisu 2010. godine ukupan broj stanovnika u gradu iznosi 1,8 milijuna, što ga čini drugim naseljenim područjem Fujiana, odmah iza Fuzhoua, ali i prvim po gustoći stanovništva u pokrajini.
| 1990.   | 2000.   | 2009.   | 2010.     | 2013.     |
| ------- | ------- | ------- | --------- | --------- |
| 391.556 | 512.012 | 623.300 | 1.802.060 | 1.967.800 |

## Gospodarstvo
God. 2018., BND Xiamena je dosego 479,14 milijardi juana, što je povećanje od 7,7% godišnje i rangiran je kao treći u provinciji Fujian, te 46. u kontinentalnoj Kini, ali i kao 15. od 15 pod-provincijskih gradova kontinentalne Kine. Godine 2018. BND po glavi stanovnika bio je 118.015 yuana, što je prvo mjesto u pokrajini Fujian i peto u cijeloj Kini. Glavne industrije u Xiamenu su: prijevoz i skladištenje poštanskih usluga, prijenos informacija i informacijske tehnologije, poslovne usluge, izložbe i turizam, financije, proizvodnja strojeva, održavanje zrakoplova i proizvodnja elektroničke opreme. Xiamen je jedna od najvećih svjetskih središta za proizvodnju i pakiranje LED čipova i ima jednu od najvećih središta za proizvodnju osobnih automobila u svijetu, te najveće središte za održavanje zrakoplova u Aziji.

## Zbratimljeni gradovi
- Baltimore  SAD (1985.)
- Cardiff  Ujedinjeno Kraljevstvo (1983.)
- Cebu  Filipini (1984.)
- Dušanbe  Tadžikistan (2013.)
- George Town, Penang  Malezija (1993.)
- Guadalajara  Meksiko (2003.)
- Izmir  Turska (2018.)
- Kaunas  Litva (2001.)
- Mokpo  Južna Koreja (2007.)
- Maraton  Grčka (2009.)
- Nice  Francuska (2014.)
- Phuket  Tajland (2017.)
- Richmond, Britanska Kolumbija  Kanada (2012.)
- Sarasota, Florida  SAD (2007.)
- Sasebo  Japan (1983.)
- Sunshine Coast  Australija (1999.)
- Surabaya  Indonezija (2006.)
- Trier  Njemačka (2010.)
- Wellington  Novi Zeland (1987.)
- Zoetermeer  Nizozemska (2005.)

## Vanjske poveznice
|  | Zajednički poslužitelj ima još gradiva o temi Xiamen |